# Fluorure d'hydrogène
Cet article concerne le gaz fluorure d'hydrogène. Pour le fluorure d'hydrogène en solution, voir acide fluorhydrique.
Le fluorure d'hydrogène est un gaz incolore de formule chimique HF (un atome d'hydrogène (H) et un atome de fluor (F)). Il a une odeur piquante, il est très corrosif et très facilement liquéfiable.
Théoriquement, le fluorure d'hydrogène devrait être un gaz difficilement liquéfiable or il est liquide à température ambiante. Cette anomalie est due au fait que le fluorure d'hydrogène se présente sous forme dimérisée (HF)2.

## Chimie
La molécule de fluorure d’hydrogène HF est une molécule diatomique constituée d’un atome d’hydrogène H et d'un atome de fluor F, liés par une liaison simple. Le fluor étant nettement plus électronégatif que l’hydrogène, la liaison est très polarisée. En conséquence, la molécule porte un moment dipolaire important, avec une charge partielle négative δ- portée par l’atome de fluor et une charge partielle positive δ+ portée par l’atome d’hydrogène. Le fluorure d’hydrogène est donc une molécule polaire. Elle est très soluble dans l’eau et dans les solvants polaires. La dissolution du fluorure d'hydrogène dans l'eau est une réaction exothermique violente qui doit être réalisée avec précaution, car des projections peuvent avoir lieu.
En solution aqueuse le fluorure d'hydrogène forme l'acide fluorhydrique, acide faible en solution diluée mais fort en solution concentrée.

## Préparation
Le fluorure d'hydrogène est synthétisé à partir de fluorure de calcium mélangé à de l'acide sulfurique.
CaF2 + H2SO4 → CaSO4 + 2 HF
Les vapeurs obtenues par cette réaction sont un mélange de fluorure d'hydrogène, d'acide sulfurique et d'autres produits en faible quantité. Le fluorure d'hydrogène peut être isolé par distillation.
Il peut aussi être synthétisé par oxydation de l'eau par le difluor, avec comme intermédiaire l'acide hypofluoreux. Ce dernier, très instable, se décompose spontanément de façon explosive en fluorure d'hydrogène et dioxygène.

## Utilisation
Le fluorure d'hydrogène est un précurseur important dans la synthèse de nombreux composés comme les produits pharmaceutiques et les polymères (Teflon). Le fluorure d'hydrogène est aussi très utilisé dans l'industrie pétrolière et dans la composition de superacides.
Le fluorure d'hydrogène est utilisé de façon très importante dans les procédés de microélectronique. Il est utilisé en particulier pour retirer les couches de dioxyde de silicium.
Le fluorure d'hydrogène intervient également dans l'industrie nucléaire, pour convertir le dioxyde d'uranium en tétrafluorure d'uranium, produit intermédiaire dans la production d'hexafluorure d'uranium. Ce dernier élément est un produit d'entrée de l'enrichissement de l'uranium.

## Sécurité
Le fluorure d'hydrogène est un gaz ininflammable mais il réagit avec la plupart des métaux en présence d'humidité pour former du dihydrogène, un gaz très inflammable. La réaction avec les alcalis peut être très violente.
Le fluorure d'hydrogène est un gaz plus lourd que l'air et il peut s'accumuler sous le sol ou dans des endroits confinés. Il doit être stocké dans un endroit ventilé afin d'éviter des risques. Dans une atmosphère humide, il dégage des vapeurs blanches. L'absorption excessive d'ions fluorure peut provoquer une fluorose aiguë.
Il réagit aussi avec l'eau pour former de l'acide fluorhydrique, un acide très corrosif. Ce produit ne doit pas être rejeté dans l'environnement car il modifie le pH de l'eau.